# Veterinarska fakulteta v Beogradu
Veterinarska fakulteta (izvirno srbsko Факултет ветеринарске медицине у Београду), s sedežem v Beogradu, je fakulteta, ki je članica Univerze v Beogradu.